# Malînkî, Pohrebîșce
Malînkî (în ucraineană Малинки) este un sat în comuna Pedosî din raionul Pohrebîșce, regiunea Vinnița, Ucraina.

## Demografie
Componența lingvistică a localității Malînkî
     Ucraineană (99,71%)
     Alte limbi (0,29%)
Conform recensământului din 2001, majoritatea populației localității Malînkî era vorbitoare de ucraineană (99,71%), existând în minoritate și vorbitori de alte limbi.